# Clariger chionomaculatus
Clariger chionomaculatus är en fiskart som beskrevs av Shiogaki, 1988. Clariger chionomaculatus ingår i släktet Clariger och familjen smörbultsfiskar. Inga underarter finns listade i Catalogue of Life.